# Külz (Hunsrück)
Külz (Hunsrück) ist eine Ortsgemeinde inmitten der Mittelgebirgslandschaft des Hunsrücks im Rhein-Hunsrück-Kreis in Rheinland-Pfalz. Sie gehört der Verbandsgemeinde Simmern-Rheinböllen an.

## Geographie und Ortsbeschreibung

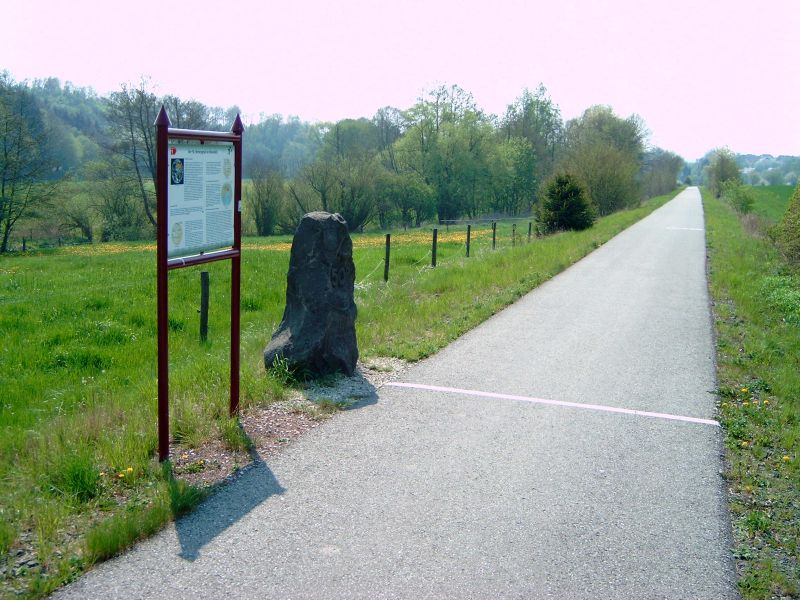
50. Breitengrad bei Külz

Külz ist eine ländliche Wohngemeinde mit lockerer Bebauung. Der Ort liegt im Külzbachtal und wird von einer Landesstraße durchschnitten. Zu Külz gehören die Ortsteile Gass und Taubenmühle.
Die Gemarkungsfläche beträgt: 6,92 km² (692 ha), davon 1,71 km² Gemeindewald.
Die Ortsgemeinde Külz betreibt im Verbund mit vier weiteren Gemeinden einen Kindergarten mit Standort im benachbarten Alterkülz.

## Geschichte
Külz entstand aus den Ortsteilen Eichkülz, Külz und dem Külzer Ortsteil Gaß. Ursprünglich führte auch Neuerkirch den Namen Külz.
Mit der Besetzung des linken Rheinufers 1794 durch französische Revolutionstruppen wird der Ort französisch und 1815 auf dem Wiener Kongress dem Königreich Preußen zugeordnet. 
Seit 1946 ist der Ort Teil des damals neu gebildeten Landes Rheinland-Pfalz.

## Bürgermeister
Ortsbürgermeister von Külz ist Bernd Ries.

## Freizeit
Külz liegt unmittelbar am Schinderhannes-Radweg.

## Wirtschaft und Gewerbe
Külz verfügt über eine Bäckerei, zwei Schreinereien und ein Bekleidungsgeschäft. Auf einer Anhöhe östlich der Gemeinde liegt der Windpark Külz mit zehn Windkraftanlagen  der Typen Enercon E-70 und Enercon E-82.